# De tossede Kvindfolk
De tossede Kvindfolk er en stumfilm fra 1917 instrueret af Lau Lauritzen Sr. efter manuskript af Harriet Bloch.